# 藥丸分割

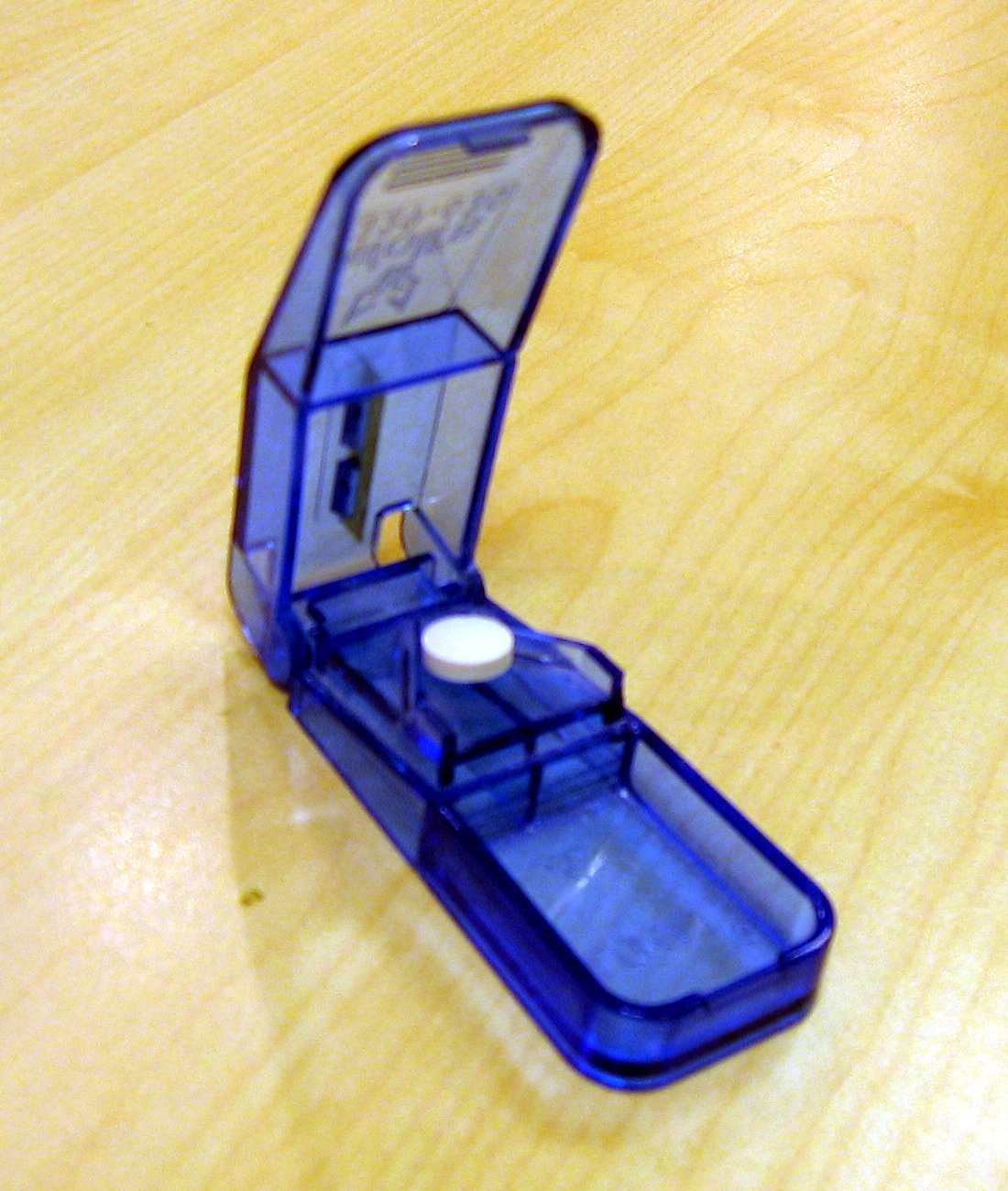
藥丸在分割器中置妥，準備分割。

藥丸分割（英語：Pill splitting，也可寫為藥片分割）是一種通稱，指把藥品的丸劑或片劑分割，讓活性成分降低，或是讓數量增加。把劑量減少一點的做法，或是為降低成本，也可能是原來的劑量超過患者所需的緣故。許多適合分割的藥丸（例如阿司匹林片劑）都會預先在藥品上設有凹槽，讓藥片容易被分成兩半。

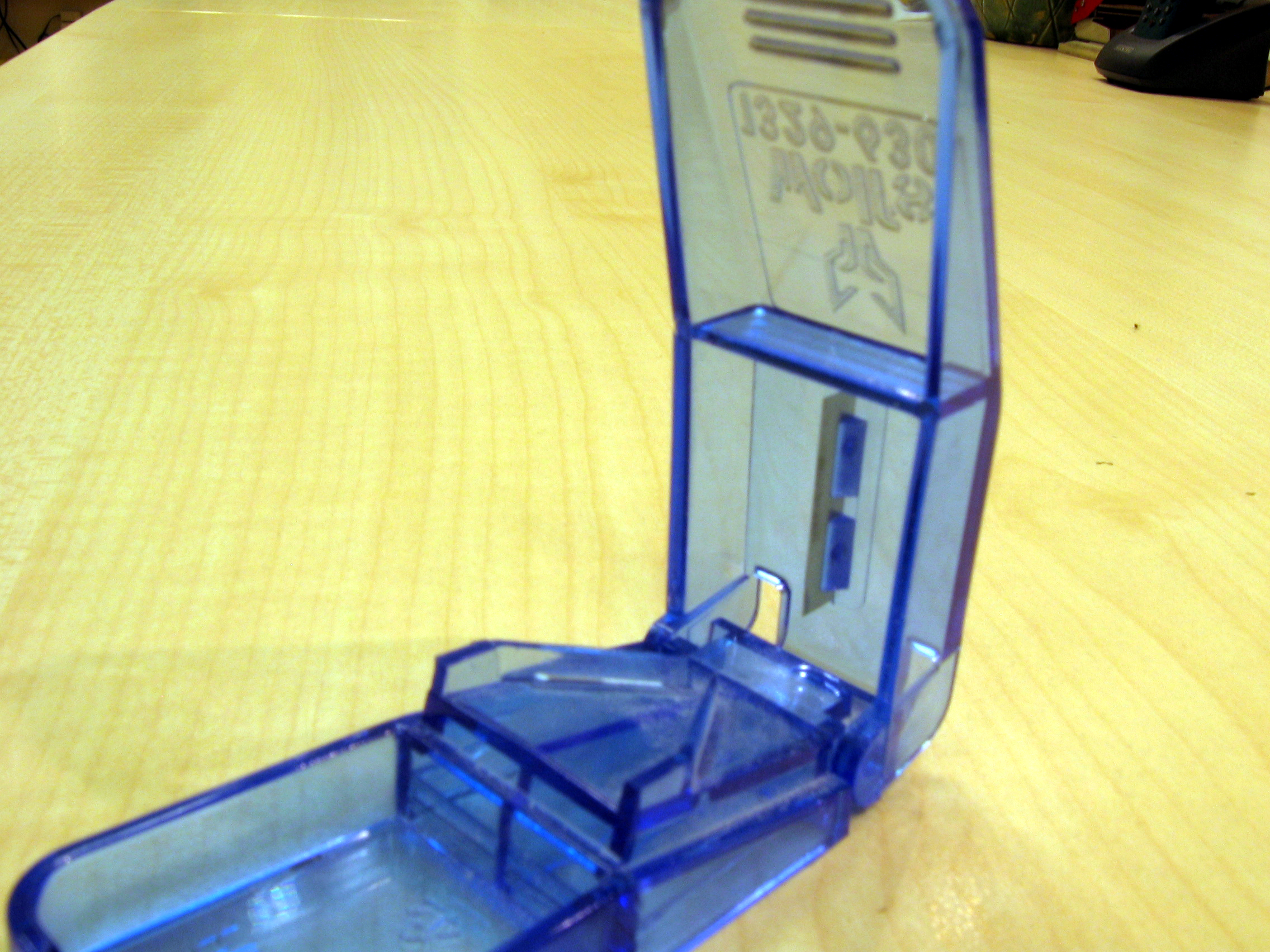
分割器蓋子中央部分的刀片，以及置放藥片的V型位置。

某些處方藥被分割後使用，並不安全。

## 藥丸分割器
藥丸分割器是種簡單，價格也便宜的裝置，可用來分割藥片或是藥丸之用，裝置上有保持藥物在適當位置的設計、刀片、以及用於存儲分切好，但尚未使用的藥品隔室。把藥品放置妥當，再把刀片壓下之後，即可完成分切。小心處理的話，甚至可把藥品切成四個等分。也有可同時分切數個藥丸的分割器，可一次把多個圓形，或是長形的藥品作分切。

## 藥丸預設凹槽
藥廠會在生產藥片或藥丸之時，在其上預留凹槽，一是表明藥丸可分割，二是讓使用者容易分割。當藥廠在藥丸上留下凹槽時，所有凹槽形狀必須一致，以方便消費者分割。許多藥廠並不會在藥品上留下凹槽。美國食品藥品監督管理局（FDA）轄下的藥品評估與研究中心為那些製造帶有凹槽藥品的藥廠，提出以下建議：
1. 分割後的劑量，不會小於藥物最小治療劑量時，藥品才可加上凹槽
2. 分割後的藥品不會產生毒性危害
3. 不該分割的品，就不該加上凹槽
4. 分割後的藥品在預期的溫度和濕度下，應維持穩定狀態
5. 分割後藥丸的效果，應和相同劑量的完整丸藥相同

## 劑量均勻度
在美國，“劑量均勻度”由美國藥典（USP）所定義，這本藥典為“所有在美國製造，以及銷售的處方藥、非處方藥、膳食補充品、和其他保健產品制定官方標準”全球有超過140個國家依據USP來制定自己國家的標準，或者就是完全採用它作為標準。
USP採用複雜的抽樣統計語言來表達劑量均勻性標準。藥物劑量文獻通常將此歸結出在重量的標準差要小於6％，對應於公眾較寬鬆的經驗法則，則表示多數劑量單位和目標相比，誤差在15%上下。“劑量單位”是一個技術用語，涵蓋口服藥物（片劑、藥丸、膠囊）以及非經口服的給藥方法。
2002年在四家美國長期護理機構中所做的藥丸分割研究顯示，受評估的22種處方藥中，有15種（佔68％）的切片重量，差異程度高於USP的標準。

## 節省成本
把藥丸分割可達到節省成本的目的，因為許多處方藥的售價，與所含劑量並非呈現正比。例如，一枚10毫克的藥片會與5毫克的藥片售價相同，或是幾乎相同。買了10毫克的片劑來分割成兩份，等於為患者節省一半的費用。
專科醫生和一般科醫生並未充分了解藥品成本之對於患者的影響，也並未與患者就此進行過溝通。

## 適用分割的藥品
史丹佛醫學院的Randall Stafford教授在2002年就一般處方藥的研究發表過一篇報告，他在報告中對藥丸分割“在節省成本和臨床適用性的潛力”做評估。這份研究報告根據美國藥品的成本結構、藥品配方、和劑量，選出11種符合研究標準的處方藥。表中所列的多數均屬於精神科藥物中的抗抑鬱藥。
| 藥品名稱                                            | 種類                 |
| --------------------------------------------------- | -------------------- |
| 可那氮平                                            | 精神科藥品           |
| 多薩坐辛                                            | 控制高血壓藥品       |
| 阿托伐他汀                                          | 控制膽固醇藥品       |
| 普伐他汀                                            | 控制膽固醇藥品       |
| 西酞普蘭                                            | 精神科藥品           |
| 舍曲林                                              | 精神科藥品           |
| 帕羅西汀                                            | 精神科藥品           |
| 利欣諾普                                            | 控制高血壓藥品       |
| 奈法唑酮 *                                          | 精神科藥品           |
| 奧氮平                                              | 精神科藥品           |
| 西地那非                                            | 治療勃起功能障礙藥品 |
| * 奈法唑酮（商品名Serzone）在2004年停止在美國銷售。 |                      |

## 分割均勻性
並非所有的藥片都可分割得很均勻。在2002年所做的一項研究中，帕羅西汀、利欣諾普、和舍曲林三種都可利落的被分割，沒有需要剔除的部分。二甲雙胍是種堅硬的藥片，大力分割時，會讓分割後的兩片飛散。格列苯脲難以分割，會裂成很多塊。氫氯噻嗪和氫氯噻嗪在分割時會碎掉。阿托伐他汀（立普妥）會分割得不完整，藥片塗層會剝落。西地那非（坊間稱偉哥，或是威爾剛）的形狀為菱形，不易找到便於分割的中線。分割效果最差的是利尿劑Oretic 25mg（氫氯噻嗪的商品名稱之一），被研究的片劑中有60%在分割之後，均無法維持在目標重量差的15％以內。

## 風險
FDA認為藥丸分割具有“風險”。但FDA也同時批准生產可被分割的藥丸。
分割藥丸有時無法達成均勻的結果，而無法準確遞送劑量。。有些藥品不易分割。有些藥丸（尤其是緩釋劑量藥品分割後使用並不安全，導致在決定該不該分割時會犯錯誤。

## 法律訴訟
一份2001年4月的加利福尼亞州法院文件顯示，公眾利益出庭律師（Trial Lawyers for Public Justice，TLPJ）認為“凱撒醫院僅為增進自身健康維護組織的利潤，而強制實施分割藥丸政策，危及患者的健康”，以凱撒醫院違反《加利福尼亞州不當競爭法（UCL）》和《加利福尼亞州消費者法律補救法（CLRA）》提起集體訴訟（Timmis訴Kaiser Permanente案）。2004年12月，加利福尼亞州上訴法院確認初審法院的裁決，裁定凱撒醫院的做法並未違反UCL，也未違反CLRA，並指出控方未能提供證明這樣做法會不安全的證據。